# 简水生
简水生（1929年10月25日—），男，江西萍乡人，中国光纤通信和电磁兼容专家，曾任北方交通大学光波技术研究所所长、电子与信息工程学院教授、博士生导师。

## 生平
1953年毕业于北京铁道学院电信系。1995年当选为中国科学院院士。